# Willow Creek Dam (Colorado)
Willow Creek Dam (National ID: #CO01670) is een dam in de Amerikaanse county Grand County, Colorado.
De dam werd gebouwd tussen 1951 en 1953 door het United States Bureau of Reclamation, als onderdeel van het Colorado-Big Thompson Project, een project om (regen)water en elektriciteit te verspreiden naar de omliggende dorpen en nederzettingen. De dam is 39 meter hoog en heeft een lengte van zo'n 340 meter. De dam voorziet Willow Creek van drinkwater en verzorgt de opslag van irrigatiewater en hydro-elektrische energie.
Het waterreservoir, Willow Creek Reservoir, heeft een gemiddeld wateroppervlak van 123 hectare.